# Рибалки (Кременчуцький район)
Ри́балки — село в Україні, у Козельщинській селищній громаді Кременчуцького району Полтавської області. Населення становить 260 осіб. До 2020 орган місцевого самоврядування — Рибалківська сільська рада.

## Географія
Село Рибалки знаходиться на відстані 1 км від сіл Миргородщина та Винники. Селом протікає пересихаючий струмок з загатою.

## Історія
12 червня 2020 року, відповідно до розпорядження Кабінету Міністрів України № 721-р «Про визначення адміністративних центрів та затвердження територій територіальних громад Полтавської області», село увійшло до складу Козельщинської селищної громади.
19 липня 2020 року, в результаті адміністративно - територіальної реформи та ліквідації Козельщинського району, село увійшло до складу новоутвореного Кременчуцького району.